# Naked
Naked és una pel·lícula dramàtica de comèdia negra anglesa de 1993 escrita i dirigida per Mike Leigh i protagonitzada per David Thewlis com a Johnny, un llengut filòsof i teòric de la conspiració. La pel·lícula va guanyar diversos premis, entre ells el de millor direcció i millor actor al 46è Festival Internacional de Cinema de Canes. Naked va marcar un nou èxit en la carrera de Leigh com a director i va convertir el llavors poc conegut Thewlis en una estrella reconeguda internacionalment.

## Argument
En un carreró de Manchester, Johnny està tenint sexe amb una dona que li retreu que li està fent mal, l'empeny i se n'allunya advertint-lo de que «el seu Bernard» es venjarà d'ell per això. Johnny recull les coses del seu apartament, roba un cotxe i fuig a Dalston, una zona «sense pretensions» al North East London. Busca refugi a casa de Louise, una antiga parella de Manchester, que no se n'alegra de veure'l. Louise treballa com a arxivera i viu amb dos companyes de pis, Sophie, a l'atur, a qui anomena la seva «amiga hippie», i Sandra, una infermera que es troba de viatge a Zimbàbue.
Johnny sedueix Sophie mentre tracta Louise amb menyspreu, però aviat es cansa d'ella. Se'n va i camina pel centre de Londres, exposant extensament la seva visió del món a qualsevol que l'escolti. Entre les persones que coneix hi ha Archie (Ewen Bremer), un jove escocès que busca la seva xicota Maggie a Brewer Street, i Brian, un vigilant de seguretat nocturn que guarda un edifici d'oficines buit, que Johnny anomena «la feina més tediosa d'Anglaterra», mentre planeja traslladar-se a una casa de camp al costat del mar en un futur.
Més endavant coneix un home que penja cartells per la ciutat fins que aquest, exasperat per l'arenga ininterrompuda de Johnny, li dona una puntada de peu abans de marxar amb la bossa de Johnny que conté la seva roba i els seus llibres. Johnny vaga pels carrers i és ajusticiat per una banda errant de pinxos.
Torna a la casa de Louise i descobreix que el seu propietari Jeremy (també conegut com Sebastian), un yuppie i violador psicòpata i amoral, s'ha ficat a l'apartament. Jeremy va violar Sophie i va deixar caure diversos centenars de lliures esterlines pels seus «serveis». Sophie està desesperada per treure Jeremy de casa, però ella i Louise temen que la policia no les ajudi. De mentre tenen cura de les ferides de Johnny.
Sandra torna del seu viatge. Encara que horroritzada per l'estat de l'apartament, comença a agafar-li afecte a Johnny. Louise expulsa Jeremy de la casa primer fingint interès per ell i després amenaçant-lo amb un ganivet. Sentint-se desolada i rebutjada, Sophie fuig de la casa amb les seves poques pertinences. Aparentment, Louise i Johnny es reconcilien i comenten de tornar junts a Manchester, però un cop marxa a treballar, Johnny roba els diners i fuig.

## Producció
Mike Leigh va tenir la idea de la història mentre era estudiant a Manchester a principis dels anys 1960: «Vam tenir un professor molt il·lustrat que ens va recordar sense parar que el següent eclipsi solar seria l'agost de 1999. El 1992 vaig començar a pensar en el mil·lenni i la fi del món, així que vaig portar aquesta idea a la pel·lícula».
El mètode de Leigh, com en tots els seus drames de personatges, consistia en elaborats assajos d'improvisació amb el repartiment per a desenvolupar les històries i trets de fons dels personatges. Els actors van interactuar amb el món exterior i entre ells mentre assajaven el personatge fins que Leigh els va dir que sortissin del personatge i fossin ells mateixos. El diàleg produït a partir d'aquestes interaccions es va editar, o «destil·lar», per a formar el guió, basat en un esquema argumental mínim de Leigh. Al repartiment no se li va permetre de parlar dels seus personatges fora dels assajos, ja que Leigh, per realisme, preferia que es coneguessin i interactuessin com ho farien a la vida real. La lectura de fons de Thewlis per a la part de Johnny incloïa el Càndid de Voltaire, els ensenyaments de Buda i Chaos de James Gleick, així com la Bíblia i l'Alcorà.
Després de setmanes d'improvisació, el rodatge va tenir lloc a Londres del 9 de setembre al 16 de desembre de 1992. La casa neogòtica de Sandra era una ubicació real que Leigh va apreciar perquè la seva ubicació a la cantonada permetia amplies vistes del carrer. Les escenes entre Johnny i Brian, el vigilant de seguretat, provenien d'una improvisació de vuit hores. La cançó cantada per Johnny i Louise a prop del final de la pel·lícula, «Take me back to Manchester when it's raining», era una que Leigh solia cantar amb els seus amics de Habonim Dror, el moviment internacional de joves jueus socialistes al qual es va unir quan era estudiant.

### Temàtica
La pel·lícula és fosca, monocromàtica i claustrofòbica, amb subtils referències visuals al cinema negre i Alfred Hitchcock. Moltes de les seqüències es van rodar a les escales i en pisos prestats pels llogaters. L'alienació, la violència sexual, la misogínia, l'addicció i la depressió es tracten mentre Johnny coneix diverses persones desarrelades que treballen en feines rutinàries o estan a l'atur.
Espavilat, culte i eloqüent, Johnny també està profundament amargat. Acostuma a dominar les converses amb el seu intel·lectualisme agressiu i les teories sobre la cultura moderna. Les seves tàctiques es basen en una forma particular d'assetjament intel·lectual, dirigida tant a estranys com a parelles íntimes, amb diatribes dominants extretes de fonts eclèctiques. El seu comportament en conjunt és narcisista, imprudent, autodestructiu i de vegades frega el sadisme, i mostra una inclinació per la dominació sexual almenys dues vegades a la pel·lícula.
El biògraf Sheridan Morley va descriure Johnny com «un Alfie a les mans de la depressió thatcherita». El crític Michael Coveney va afirmar que Mike Leigh havia captat una mica de l'ansietat, el cinisme i la desafecció de les grans ciutats del moment. Ben Myers, en un article a The Guardian, va qualificar Naked com el «millor treball» de Leigh i «la millor pel·lícula britànica de la història recent», i va afegir sobre Johnny que podria representar: «un Jesús modern, encara que força defectuós, que intenta canviar la vida de la gent. O potser és el mateix diable». La crítica també ha suggerit comparacions amb Hamlet de William Shakespeare i Boudu sauvé des eaux de Jean Renoir (una de les pel·lícules preferides de Leigh). Hamlet parla «incessantment a l'audiència […] assumint un domini sobre altres personatges a través d'expressions desafectives i un discurs ràpid i enginyós. Thewlis, […] embolcallat com Hamlet amb un abric negre, [de la mateixa manera] està deslligat socialment, però curull de coneixements inútils i d'una línia viciosa i assetjadora com a resposta».